# Dina Korzun
Dina Korzun (ryska Дина Александровна Корзун), född 13 april 1971 i Smolensk, är en rysk skådespelare. Korzun är utbildad vid prestigefyllda Moscow Art Theathre School, där hon studerade skådespeleri och anslöt därefter till berömda Chekhov Moscow Arts Theathre Troupe, där hon agerade i diverse uppsättningar mellan 1996 och 2000.
Hennes första långfilmsroll kom i Pawel Pawlikowskis Last Resort där hon spelar en ung kvinna som kommit till England med sin son i hopp om giftermål och ett bättre liv. Hon prisades för rollen bland annat vid British Independent Film Awards som bästa nykomling. Efter rollen i Last Resort har hon medverkat i ett antal produktioner i såväl hemlandet som i England. Detta är möjligt eftersom hon talar såväl ryska som engelska flytande.